# Federico Lemos
Federico Lemos Rovira (1974) es un guionista y director de cine uruguayo.

## Biografía
Es hijo del periodista Carlos Lemos. Estudió Licenciatura en Marketing en la Universidad de la Empresa (UDE). En 2002 debió emigrar a Canadá por razones económicas. Un año después, casi por casualidad, llega su vocación por la producción cinematográfica. Gracias a su amistad con el director Sebastián Bednarik, se convirtió en productor asociado del proyecto de la película documental La Matinée (2017) que se estrenó en Toronto. Se ha centrado fundamentalmente en el desarrollo de productos audiovisuales de carácter documental.

## Documentales
- 2011: El último carnaval, sobre el carnaval del balneario rochense La Pedrera.[3]
- 2012: 12 horas 2 minutos (dirigida junto con Luis Ara), sobre la donación de órganos.[4]
- 2013: Jugadores con patente (dirigida junto con Luis Ara), sobre el paralelismo entre el fútbol y el carnaval en Uruguay.[5]
- 2015: Gonchi: la película (dirigida junto con Luis Ara), sobre el piloto de automovilismo Gonzalo «Gonchi» Rodríguez.[6]
- 2015: DF10, sobre la carrera del futbolista Diego Forlán.[7]
- 2016: Márama - Rombai: el viaje, sobre los grupos musicales Márama y Rombai.[8]
- 2017: Rehenes, sobre la toma de la residencia del embajador de Japón en Lima.[9]
- 2020: Cordera: la fábula del escorpión, sobre el músico argentino Gustavo Cordera.[10]
- 2022: Somos nuestras montañas, sobre el drama armenio en Artsaj.[11]
- 2024: Jorge Batlle: entre el cielo y el infierno, sobre el gobierno de Jorge Batlle.[12]
- 2025: La otra pelota: historias del básquetbol uruguayo, sobre el básquetbol en Uruguay.[13]